# Agathyrses
Les Agathyrses ou Acatzires sont un ancien peuple cavalier sarmate des steppes, situés par Hérodote dans le bassin du moyen Danube sur les rivages de la Tissia, par Pline l'Ancien dans la steppe pontique, en Scythie et par Ammien Marcellin le long du Rhas (actuelle Volga). Comme les Scythes et les autres Sarmates, les Agathyrses étaient un peuple cavalier nomade, voyageant avec ses troupeaux, et les trois auteurs ont probablement raison… selon les saisons. Les Agathyrses devaient probablement longer aussi la route de la soie, car les sources les décrivent comme revêtus de soies bariolées. Pline et Ammien Marcellin disent d'eux qu'ils se colorent les cheveux et le corps en bleu, les plus modestes arborant seulement des marques de cette couleur. Selon une légende, Attila les aurait soumis et leur aurait donné un de ses fils pour roi.